# Cristina Torrens Valero
Pour les articles homonymes, voir Torrens et Valero (homonymie).
Torrens  Valero est un nom espagnol. Le premier nom de famille, en général paternel, est Torrens ; le second, en général maternel, souvent omis, est Valero.
Cristina Torrens Valero (née le 12 septembre 1974 à Pampelune) est une joueuse de tennis professionnelle espagnole. Elle a joué de 1989 à 2004.
Elle a atteint le 27e rang mondial en simple le 4 mars 2002 et le 66e en double le 29 janvier 2001.
Elle a gagné 4 tournois WTA au cours de sa carrière, dont 2 en double.
Elle a fait partie de l'équipe de Fed Cup en 1993 (victoire espagnole), 1997 et 2000.

## Palmarès

### Titres en simple dames
| No | Date       | Nom et lieu du tournoi        | Catégorie | Dotation  | Surface      | Finaliste          | Score    |          |
| -- | ---------- | ----------------------------- | --------- | --------- | ------------ | ------------------ | -------- | -------- |
| 1  | 03/05/1999 | Warsaw Cup by Heros, Varsovie | Tier IVb  | 112 500 $ | Terre (ext.) | Inés Gorrochategui | 7-5, 7-6 | Parcours |
| 2  | 23/07/2001 | Idea Prokom Open, Sopot       | Tier III  | 170 000 $ | Terre (ext.) | Gala León García   | 6-2, 6-2 | Parcours |

### Finales en simple dames
| No | Date       | Nom et lieu du tournoi            | Catégorie | Dotation  | Surface      | Vainqueure      | Score         |          |
| -- | ---------- | --------------------------------- | --------- | --------- | ------------ | --------------- | ------------- | -------- |
| 1  | 19/04/1999 | Westel 900 Open, Budapest         | Tier IVa  | 142 500 $ | Terre (ext.) | Sarah Pitkowski | 6-2, 6-2      | Parcours |
| 2  | 15/05/2000 | Mexx Sport Benelux Open, Anvers   | Tier IVa  | 140 000 $ | Terre (ext.) | Amanda Coetzer  | 4-6, 6-2, 6-3 | Parcours |
| 3  | 09/07/2001 | Internazionali Femminili, Palerme | Tier V    | 110 000 $ | Terre (ext.) | Anabel Medina   | 6-4, 6-4      | Parcours |

### Titres en double dames
| No | Date       | Nom et lieu du tournoi   | Catégorie | Dotation  | Surface      | Partenaire          | Finalistes                         | Score         |          |
| -- | ---------- | ------------------------ | --------- | --------- | ------------ | ------------------- | ---------------------------------- | ------------- | -------- |
| 1  | 05/04/1999 | Estoril Open Lisbonne    | Tier IVa  | 140 000 $ | Terre (ext.) | Alicia Ortuno       | Anna Foldenyi-Dicker Rita Kuti-Kis | 7-6, 3-6, 6-3 | Parcours |
| 2  | 17/04/2000 | Westel 900 Open Budapest | Tier IVb  | 110 000 $ | Terre (ext.) | Lioubomira Batcheva | Jelena Kostanić Sandra Nacuk       | 6-0, 6-2      | Parcours |

### Finales en double dames
| No | Date       | Nom et lieu du tournoi | Catégorie | Dotation  | Surface         | Vainqueures                      | Partenaire          | Score     |          |
| -- | ---------- | ---------------------- | --------- | --------- | --------------- | -------------------------------- | ------------------- | --------- | -------- |
| 1  | 10/04/2000 | Estoril Open Lisbonne  | Tier IVa  | 140 000 $ | Terre (ext.)    | Tina Križan Katarina Srebotnik   | Amanda Hopmans      | 6-0, 7-69 | Parcours |
| 2  | 25/09/2000 | SEAT Open Luxembourg   | Tier III  | 170 000 $ | Moquette (int.) | Alexandra Fusai Nathalie Tauziat | Lioubomira Batcheva | 6-3, 7-60 | Parcours |

## Parcours en Grand Chelem

### En simple dames
| Année | Open d'Australie | Open d'Australie    | Internationaux de France | Internationaux de France | Wimbledon       | Wimbledon          | US Open         | US Open            |
| ----- | ---------------- | ------------------- | ------------------------ | ------------------------ | --------------- | ------------------ | --------------- | ------------------ |
| 1996  | -                | -                   | -                        | -                        | -               | -                  | 2e tour (1/32)  | Sandrine Testud    |
| 1997  | 1er tour (1/64)  | Virginia Ruano      | 1er tour (1/64)          | Jana Novotná             | 2e tour (1/32)  | Gala León García   | 1er tour (1/64) | Rachel McQuillan   |
| 1998  | 2e tour (1/32)   | Mary Pierce         | 1er tour (1/64)          | Émilie Loit              | 1er tour (1/64) | Sabine Appelmans   | 1er tour (1/64) | Naoko Sawamatsu    |
| 1999  | 1er tour (1/64)  | Åsa Svensson        | 3e tour (1/16)           | Julie Halard             | 1er tour (1/64) | Monica Seles       | 1er tour (1/64) | Patty Schnyder     |
| 2000  | 1er tour (1/64)  | Amélie Mauresmo     | 1er tour (1/64)          | Iva Majoli               | 3e tour (1/16)  | Serena Williams    | 1er tour (1/64) | Lilia Osterloh     |
| 2001  | 1er tour (1/64)  | Ruxandra Dragomir   | 3e tour (1/16)           | Rita Grande              | 2e tour (1/32)  | Elena Likhovtseva  | 1er tour (1/64) | Miroslava Vavrinec |
| 2002  | 1er tour (1/64)  | Mariana Díaz        | 2e tour (1/32)           | Mary Pierce              | 1er tour (1/64) | Daniela Hantuchová | 2e tour (1/32)  | Amélie Mauresmo    |
| 2003  | 2e tour (1/32)   | Tatiana Poutchek    | 1er tour (1/64)          | Julia Vakulenko          | 1er tour (1/64) | Cho Yoon-jeong     | 1er tour (1/64) | Jennifer Capriati  |
| 2004  | 1er tour (1/64)  | Francesca Schiavone | -                        | -                        | -               | -                  | -               | -                  |

À droite du résultat, l’ultime adversaire.

### En double dames
| Année | Open d'Australie              | Open d'Australie          | Internationaux de France    | Internationaux de France | Wimbledon                    | Wimbledon                  | US Open                       | US Open                   |
| ----- | ----------------------------- | ------------------------- | --------------------------- | ------------------------ | ---------------------------- | -------------------------- | ----------------------------- | ------------------------- |
| 1999  | -                             | -                         | 3e tour (1/8) Alicia Ortuno | L. Davenport Mary Pierce | 2e tour (1/16) E. Martincová | Silvia Farina Linda Wild   | 1er tour (1/32) Alicia Ortuno | Tina Križan K. Srebotnik  |
| 2000  | 1er tour (1/32) Alicia Ortuno | M. Grzybowska Tara Snyder | 1er tour (1/32) A. Hopmans  | A. Cocheteux N. Dechy    | -                            | -                          | 2e tour (1/16) L. Batcheva    | M. Hingis Mary Pierce     |
| 2001  | 1er tour (1/32) L. Batcheva   | A. Fusai Rita Grande      | 1er tour (1/32) L. Batcheva | V. Ruano Paola Suárez    | 1er tour (1/32) L. Batcheva  | K. Habšudová D. Hantuchová | 1er tour (1/32) L. Batcheva   | T. Perebiynis T. Poutchek |
| 2002  | 1er tour (1/32) Marta Marrero | C. Barclay C. Wheeler     | -                           | -                        | -                            | -                          | -                             | -                         |

Sous le résultat, la partenaire ; à droite, l’ultime équipe adverse.

## Parcours en Coupe de la Fédération
| #                                                                  | Date       | Lieu        | Surface      | Gagnante(s)                        | Perdante(s)                       | Score           |          |
|                                                                    |            |             |              |                                    |                                   |                 |          |
| 1993 - 2e tour (groupe mondial) - Espagne - Indonésie - 3 : 0      |            |             |              |                                    |                                   |                 |          |
| 1                                                                  | 21/07/1993 | Francfort   | Terre (ext.) | Virginia Ruano Cristina Torrens    | Romana Tedjakusuma Suzanna Wibowo | 7-63, 4-6, 6-3  | Parcours |
|                                                                    |            |             |              |                                    |                                   |                 |          |
| 1993 - 1/4 de finale (groupe mondial) - Espagne - Pays-Bas - 3 : 0 |            |             |              |                                    |                                   |                 |          |
| 2                                                                  | 23/07/1993 | Francfort   | Terre (ext.) | Virginia Ruano Cristina Torrens    | Manon Bollegraf Kristie Boogert   | 6-76, 7-64, 6-4 | Parcours |
|                                                                    |            |             |              |                                    |                                   |                 |          |
| 1993 - 1/2 finale (groupe mondial) - Espagne - France - 2 : 1      |            |             |              |                                    |                                   |                 |          |
| 3                                                                  | 24/07/1993 | Francfort   | Terre (ext.) | Isabelle Demongeot Pascale Paradis | Virginia Ruano Cristina Torrens   | 1-2, ab.        | Parcours |
|                                                                    |            |             |              |                                    |                                   |                 |          |
| 1997 - Barrage (groupe mondial I) - Australie - Espagne - 2 : 3    |            |             |              |                                    |                                   |                 |          |
| 4                                                                  | 12/07/1997 | Hope Island | Dur (ext.)   | Kerry-Anne Guse Kristine Radford   | M. A. Sánchez Cristina Torrens    | 6-2, 6-4        | Parcours |
|                                                                    |            |             |              |                                    |                                   |                 |          |
| 2000 - Round robin (groupe mondial) - Italie - Espagne - 0 : 3     |            |             |              |                                    |                                   |                 |          |
| 5                                                                  | 27/04/2000 | Bari        | Terre (ext.) | Magüi Serna Cristina Torrens       | Giulia Casoni Rita Grande         | 6-2, 3-6, 6-1   | Parcours |
|                                                                    |            |             |              |                                    |                                   |                 |          |
| 2000 - Round robin (groupe mondial) - Croatie - Espagne - 1 : 2    |            |             |              |                                    |                                   |                 |          |
| 6                                                                  | 28/04/2000 | Bari        | Terre (ext.) | Jelena Kostanić Iva Majoli         | Magüi Serna Cristina Torrens      | 6-3, 7-63       | Parcours |

## Classements WTA en fin de saison

### En simple
| Année | 1990 | 1991 | 1992 | 1993 | 1994 | 1995 | 1996 | 1997 | 1998 | 1999 | 2000 | 2001 | 2002 | 2003 | 2004 |
| Rang  | 595  | 192  | 202  | 186  | 146  | 180  | 95   | 83   | 97   | 52   | 94   | 32   | 78   | 106  | 410  |

Source : (en) « Classements de Cristina Torrens Valero », sur le site officiel du WTA Tour

### En double
| Année | 1990 | 1991 | 1992 | 1993 | 1994 | 1995 | 1996 | 1997 | 1998 | 1999 | 2000 | 2001 | 2002 | 2003 | 2004 |
| Rang  | 603  | 334  | 317  | 508  | 189  | 223  | 212  | 632  | 153  | 96   | 71   | 136  | 360  | -    | 896  |

Source : (en) « Classements de Cristina Torrens Valero », sur le site officiel du WTA Tour